# ديتر ليندنر
ديتر ليندنر (بالألمانية: Dieter Lindner)‏ (11 يونيو 1939 في بولندا - 22 ديسمبر 2024) هو لاعب كرة قدم ألماني في مركز الوسط. لعب مع آينتراخت فرانكفورت.

## وصلات خارجية
- ديتر ليندنر على موقع قاعدة بيانات كرة القدم.إي يو (الإنجليزية)
- ديتر ليندنر على موقع عالم كرة القدم.نت (الإنجليزية)